# Mariakapel (Eckelrade)

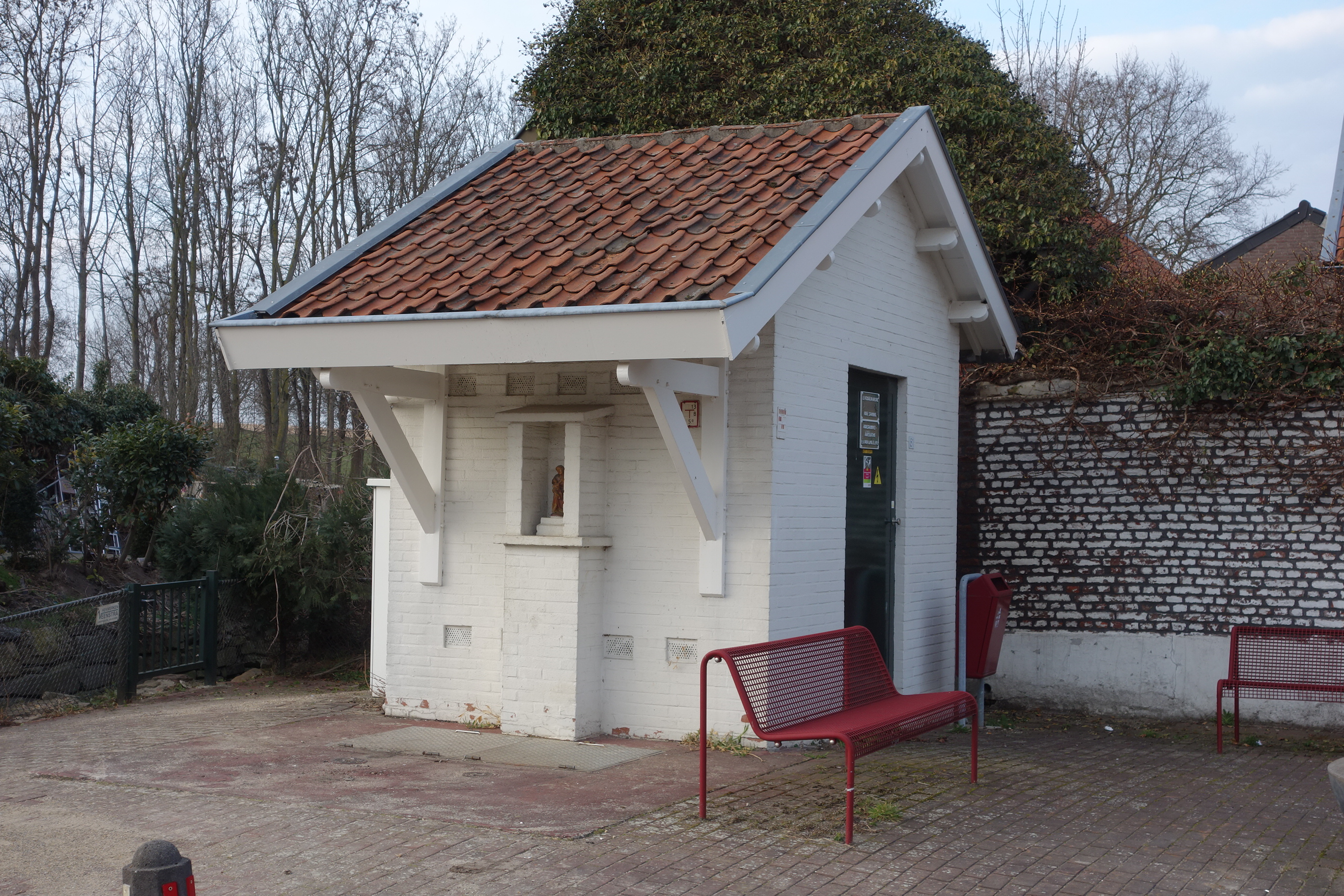
De Mariakapel met trafohuisje in 2021

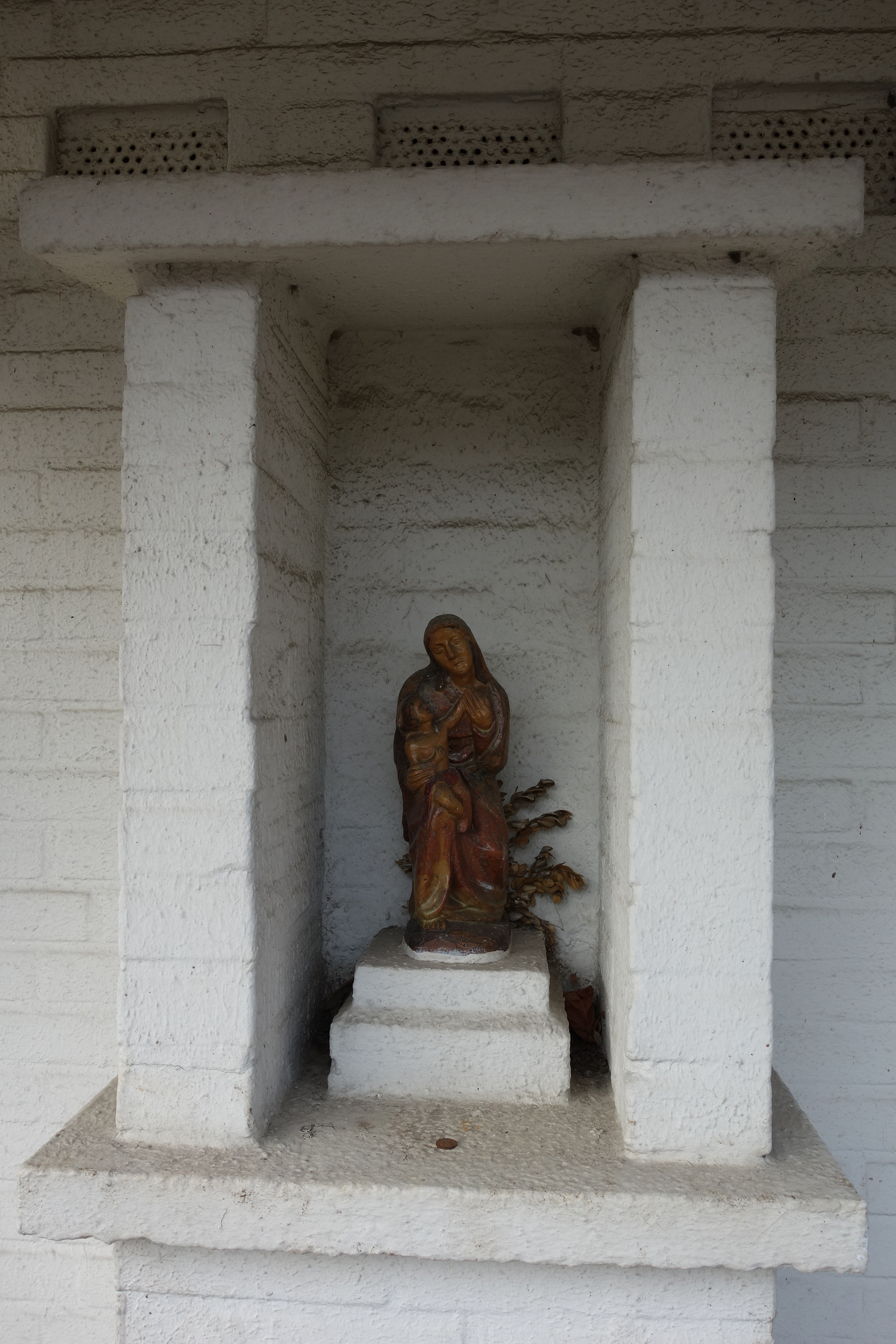
De kapelnis

De Mariakapel is een kapel en transformatorhuisje in Eckelrade in de Nederlands Zuid-Limburgse gemeente Eijsden-Margraten. De kapel staat aan de Dorpsstraat bij nummer 81 in het oostelijk deel van het dorp.
De kapel is gewijd aan Maria.

## Geschiedenis
Onduidelijk is wanneer de kapel gebouwd is, in ieder geval stond deze er al in 1990.

## Bouwwerk
Het bouwwerk bestaat uit een rechthoekig wit geschilderde bakstenen trafohuisje dat gedekt wordt door een zadeldak met rode pannen. Aan de zuidzijde is het dak langer en uitkragend, rustende op wit geschilderde houten balken. Onder dit uitkragende dak is tegen de gevel een niskapel geplaatst.
De bakstenen kapel heeft de vorm van een pilaar waarin een nis is aangebracht en wordt gedekt door een licht hellend lessenaarsdak. Ter hoogte van de vloer van de nis is er een horizontale plaat aangebracht die aan alle kanten licht uitsteekt.
De kapelnis bestaat uit twee gemetselde muurtjes als zijwanden van de nis en tegelijk zijgevels van de kapel, die tegen de gevel van het trafohuisje gemetseld zijn. Hierop is een licht hellende plaat geplaatst die dient als lessenaarsdak en tevens dienst doet als dak van de kapel. Van binnen is de nis wit geschilderd. In de nis staat op een wit geschilderde bakstenen sokkel het Mariabeeldje. Het beeldje toont Maria met op haar rechter bovenbeen het kindje Jezus.